# Касьяновское сельское поселение (Тюменская область)
Касьяновское се́льское поселе́ние — муниципальное образование в Вагайском районе Тюменской области Российской Федерации.
Административный центр — село Касьяново.

## История
Статус и границы сельского поселения установлены Законом Тюменской области от 5 ноября 2004 года № 263 «Об установлении границ муниципальных образований Тюменской области и наделении их статусом муниципального района, городского округа и сельского поселения».

## Население
| 2010 | 2011 | 2012 | 2013 | 2014 | 2015 | 2016 |
| ---- | ---- | ---- | ---- | ---- | ---- | ---- |
| 420  | ↘419 | ↘400 | →400 | ↗406 | ↗409 | ↘406 |
| 2017 | 2018 | 2019 | 2020 | 2021 | 2023 |      |
| ↘404 | ↘402 | ↘399 | ↗403 | ↘358 | ↘350 |      |

## Состав сельского поселения
| № | Населённый пункт | Тип населённого пункта       | Население |
| - | ---------------- | ---------------------------- | --------- |
| 1 | Береговая        | деревня                      | 7         |
| 2 | Касьяново        | село, административный центр | 251       |
| 3 | Криванкова       | деревня                      | 4         |
| 4 | Кульмаметская    | деревня                      | 132       |
| 5 | Экстезерь        | деревня                      | 26        |